# 전라남도의 기념물 (제1호 ~ 제100호)
전라남도 기념물은 지방기념물 중에서 전라남도 내에 있는 문화재를 의미한다. 최고의 문화재로 지정되지 않은 것들 중 패총, 고분, 성지, 궁지 등의 사적지 중 역사적, 학술적 가치가 있는 것, 경승지로서 예술적 기교, 관람 가치가 있는 및 동물, 식물, 광물, 동굴 등에서 학술적인 가치가 있는 것"을 대상으로 전라남도지사가 조례에 따라 지정한다.

## 지정목록

### 제1호 ~ 제100호
| 번호  | 사진 | 명칭                                                        | 소재지                                           | 관리자 (단체)      | 지정일                                                                        | 참조 |
| 1호   |      | 담양 송강정 (潭陽 松江亭)                                   | 전남 담양군 고서면 원강리 산 1외                 | 영일정씨종중       | 1972년 1월 29일 지정                                                          |      |
| 1-1호 |      | 식영정 (息影亭)                                             | 전남 담양군 남면 지곡리 산75-1                   | 영일정씨종중       | 1972년 1월 29일 지정, 2009년 9월 18일 해제, 명승 제57호로 승격                |      |
| 1-2호 |      | 송강정 (松江亭)                                             | 전남 담양군 고서면 원강리 274                    | 영일정씨종중       | 1972년 1월 29일 지정                                                          |      |
| 2호   |      | 입암산성 (笠岩山城)                                         | 전남 장성군 북하면 신성리 산20외                 | 장성군             | 1972년 1월 29일 지정, 1993년 11월 10일 해제, 사적 제384호로 승격              |      |
| 3호   |      | 월출산 (月出山)                                             | 전남 영암군, 강진군 일원                         | 영암군             | 1972년 1월 29일 지정                                                          |      |
| 4호   |      | 담양추월산 (潭陽秋月山)                                     | 전남 담양군 용면 월계리 산81                     | 담양군             | 1972년 1월 29일 지정                                                          |      |
| 5호   |      | 소쇄원 (瀟灑園)                                             | 전남 담양군 남면 지곡리                          | 담양군             | 1972년 8월 7일 지정, 1983년 7월 20일 해제, 사적 제304호로 승격                |      |
| 6호   |      | 면앙정 (俛仰亭)                                             | 전남 담양군 봉산면 제월리 402                    | 신평송씨종중       | 1972년 8월 7일 지정                                                           |      |
| 7호   |      | 포충사 (포충사)                                             | 전남 전남전역 광산군 대촌면 원산리               | .                  | 1974년 5월 22일 지정, 1986년 11월 1일 해제, 광주 기념물 제7호로 재지정        |      |
| 8호   |      | 팔열부정각 (八烈婦旌閣)                                     | 전남 함평군 월야면 월악리 155-1                  | 진주정씨종중       | 1975년 5월 22일 지정                                                          |      |
| 9호   |      | 광주향교 (光州鄕校)                                         | 전남 전남전역 광주시 구동                        | .                  | 1974년 5월 22일 지정, 1987년 12월 31일 해제, 광주 유형문화재 제9호로 재지정   |      |
| 10호  |      | 고하도이충무공유적 (高下島李忠武公遺蹟)                     | 전남 목포시 달동 230                             | 목포시             | 1974년 9월 24일 지정                                                          |      |
| 11호  |      | 여수충민사 (麗水忠愍祠)                                     | 전남 여수시 덕충동 1829                          | 이충무공유적보존회 | 1974년 9월 24일 지정, 1993년 11월 10일 해제, 사적 제381호로 승격              |      |
| 12호  |      | 광양 옥룡사 동백나무 숲 (光陽玉龍寺 동백나무 숲)            | 전남 광양시 옥룡면 추산리 35-1                   | 한봉희             | 1974년 9월 24일 지정, 1998년 8월 3일 해제, 천연기념물 제489호로 승격          |      |
| 13호  |      | 담양관방제임수 (潭陽관방제임수)                             | 전남 담양군 담양읍 천변리                        | 담양군             | 1974년 9월 24일 지정, 1991년 11월 22일 해제, 천연기념물 제366호로 승격        |      |
| 14호  |      | 이충무공선소유적 (李忠武公船所遺蹟)                         | 전남 여천시 시전동 708                           | 여천군             | 1974년 12월 26일 지정, 1995년 4월 20일 해제, 사적 제392호로 승격              |      |
| 15호  |      | 정지장군예장묘소 (鄭地將軍禮葬墓所)                         | 전남 전남전역 광주시 청옥동 산176                | .                  | 1975년 12월 31일 지정, 1986년 1월 1일 해제, 광주광역시 기념물 2호로 재지정    |      |
| 16호  |      | 담양오충정려 (潭陽五忠旌閭)                                 | 전남 담양군 대전면 평장리 265                    | 박한수             | 1974년 12월 26일 지정                                                         |      |
| 17호  |      | 능주향교 (능주향교)                                         | 전남 화순군 능주면 잠정리                        | .                  | 1975년 12월 31일 지정, 1985년 2월 25일 해제, 전남 유형문화재 제124호로 재지정 |      |
| 18호  |      | 장흥연곡서원 (長興淵谷書院)                                 | 전남 장흥군 장흥읍 원도리 46                     | 연곡서원           | 1974년 12월 26일 지정                                                         |      |
| 19호  |      | 표충사 (表忠祠)                                             | 전남 해남군 삼산면 구림리 산16                   | 대흥사             | 1976년 9월 30일 지정                                                          |      |
| 20호  |      | 왕인박사유적 (王仁博士遺蹟)                                 | 전남 영암군 군서면 동구림리 산18                 | 영암군             | 1976년 9월 30일 지정                                                          |      |
| 21호  |      | 목포시사 (木浦詩社)                                         | 전남 목포시 죽교동 330-3                         | 목포시사협회       | 1976년 9월 30일 지정                                                          |      |
| 22호  |      | 영광정렬각 (靈光旌烈閣)                                     | 전남 영광군 대마면 영장로 30-16                  | 정휴탁             | 1976년 9월 30일 지정                                                          |      |
| 23호  |      | 영광정유재란열부순절지 (靈光旌酉再亂烈婦殉節地)             | 전남 영광군 백수읍 해안로 847-8                  | 정윤수             | 1976년 9월 30일 지정                                                          |      |
| 24호  |      | 화순백아산자연동굴 (和順白鵝山自然洞窟)                     | 전남 화순군 북면 수리 산13                       | 화순군             | 1979년 9월 30일 지정                                                          |      |
| 25호  |      | 영암향교 (영암향교)                                         | 전남 영암군 영암읍 교촌리                        | .                  | 1977년 10월 20일 지정, 1985년 2월 25일 해제, 전남 문화재자료 제126호로 재지정 |      |
| 26호  |      | 나대용생가및묘소 (羅大用生家및墓所)                         | 전남 나주시 문평면 오룡리 472                    | 나갑운             | 1977년 10월 20일 지정                                                         |      |
| 27호  |      | 고흥발포만호성 (高興鉢浦萬戶城)                             | 전남 고흥군 도화면 내발리 968                    | 고흥군             | 1977년 10월 20일 지정                                                         |      |
| 28호  |      | 영광내산서원 (靈光內山書院)                                 | 전남 영광군 불갑면 강항로 101                    | 강 은              | 1977년 10월 20일 지정                                                         |      |
| 29호  |      | 나주미천서원 (羅州眉泉書院)                                 | 전남 나주시 안창동 383                           | 미천서원           | 1977년 10월 20일 지정                                                         |      |
| 30호  |      | 장흥 월송리 백자요지 (長興 月松里 白磁窯址)                 | 전남 장흥군 용산면 월송리 산126                  | 문병갑             | 1977년 10월 20일 지정                                                         |      |
| 31호  |      | 송광사흑토기와.전도요지 (松廣寺黑土器瓦.塼陶窯址)           | 전남 순천시 송광면 신평리 12                     | 송광사             | 1977년 10월 20일 지정                                                         |      |
| 32호  |      | 전상의장군묘소 (전상의장군묘소)                             | 전남 전남전역 광주시 화암동 239                  | .                  | 1977년 10월 20일 지정, 1986년 11월 1일 해제, 광주 기념물 제3호로 재지정       |      |
| 33호  |      | 고흥내발리백로및왜가리도래지 (高興內鉢里白鷺및왜가리渡來地) | 전남 고흥군 도화면 내발리 157                    | 고흥군             | 1977년 10월 20일 지정                                                         |      |
| 34호  |      | 양송천의묘소 (양송천의묘소)                                 | 전남 전남전역 광산군 본량면 동호리               | .                  | 1978년 9월 22일 지정, 1987년 12월 31일 해제, 광주 기념물 제8호로 재지정       |      |
| 35호  |      | 흥양현읍성 (興陽縣邑城)                                     | 전남 고흥군 고흥읍 옥하리 145-4                  | 고흥군             | 1978년 9월 22일 지정                                                          |      |
| 36호  |      | 강진염걸장군묘소 (康津廉傑將軍墓所)                         | 전남 강진군 칠량면 단월리 산61                   | 파주염씨           | 1978년 9월 22일 지정                                                          |      |
| 37호  |      | 윤선도의부용동정원 (윤선도의부용동정원)                     | 전남 완도군 노화읍 부황리                        | 강종철             | 1978년 9월 22일 지정, 1992년 1월 21일 해제, 명승 제34호로 승격                |      |
| 38호  |      | 빙월당 (氷月堂)                                             | 전남 전남전역 광산군 임곡면 광산리               | .                  | 1979년 8월 3일 지정, 1987년 12월 31일 해제, 광주 기념물 제9호로 재지정        |      |
| 39호  |      | 수암서원 (秀岩書院)                                         | 전남 강진군 성전면 수양리 288                    | 이엽수             | 1979년 8월 3일 지정                                                           |      |
| 40호  |      | 김완장군묘소및신도비 (金完將軍墓所및神道碑)                 | 전남 영암군 시종면 만수리 386-2                  | 김찬호             | 1979년 8월 3일 지정                                                           |      |
| 41호  |      | 화순정암조광조선생적려유허비 (和順靜菴趙光朝先生謫廬遺墟碑) | 전남 화순군 능주면 남정리 174                    | 화순군             | 1979년 8월 3일 지정                                                           |      |
| 42호  |      | 광산칠석리은행나무 (광산칠석리은행나무)                     | 전남 전남전역 광산구 대촌면 칠석리               | .                  | 1979년 8월 3일 지정, 1987년 12월 31일 해제, 광주 기념물 제10호로 재지정       |      |
| 43호  |      | 돌산평사리고니도래지 (突山平沙里고니渡來地)                 | 전남 여수시 돌산읍 평사리 산250 및 굴전해안      | 여수시             | 1979년 8월 3일 지정                                                           |      |
| 44호  |      | 담양후산리명옥헌원림 (潭陽后山里鳴玉軒苑林)                 | 전남 담양군 고서면 산덕리 513                    | 오영희             | 1980년 6월 2일 지정, 2009년 12월 31일 해제, 명승 제28호로 승격                |      |
| 45호  |      | 담양후산리은행나무 (潭陽后山里銀杏나무)                     | 전남 담양군 고서면 산덕리 485-1                  | 오영희             | 1980년 6월 2일 지정                                                           |      |
| 46호  |      | 선암사삼인당 (仙岩寺三印塘)                                 | 전남 순천시 승주읍 죽학리 산48-1                 | 선암사             | 1980년 6월 2일 지정                                                           |      |
| 47호  |      | 운주사지석불석탑 (운주사지석불석탑)                         | 전남 화순군 도암면 대초리                        | .                  | 1980년 6월 2일 지정, 1984년 12월 3일 해제, 해제사유 미상                      |      |
| 48호  |      | 정열사비 (旌烈祠碑)                                         | 전남 나주시 대호동 642                           | 나주시             | 1981년 10월 20일 지정                                                         |      |
| 49호  |      | 구고사및김완장군부조묘 (九皐祠및金完將軍不조廟)             | 전남 영암군 서호면 화송리 161-1                  | 김철호             | 1981년 10월 20일 지정                                                         |      |
| 50호  |      | 김완장군전승유허비 (金完將軍戰勝遺墟碑)                     | 전남 구례군 산동면 원촌리 294-2                  | 김상옥외5명        | 1981년 10월 20일 지정                                                         |      |
| 51호  |      | 운림산방 (雲林山房)                                         | 전남 진도군 의신면 사천리 64                     | 진도군             | 1981년 10월 20일 지정, 2011년 8월 8일 해제, 명승 제80호로 승격                |      |
| 52호  |      | 담양금성산성 (潭陽金城山城)                                 | 전남 담양군 용면                                 | 담양군             | 1981년 10월 20일 지정, 1991년 8월 24일 해제, 사적 제353호로 승격              |      |
| 53호  |      | 최희량장군신도비 (崔希亮將軍神道碑)                         | 전남 나주시 다시면 가흥리 369                    | 수성최씨종중       | 1981년 10월 20일 지정                                                         |      |
| 54호  |      | 봉암서원 (鳳岩書院)                                         | 전남 장성군 장성읍 장안리 19                     | 변시연             | 1981년 10월 20일 지정                                                         |      |
| 55호  |      | 함평예덕리고분군 (咸平禮德里古墳群)                         | 전남 함평군 월야면 예덕리 산170-3                | 함평군             | 1981년 10월 20일 지정                                                         |      |
| 56호  |      | 용산재및덕양사 (龍山齋및德陽祠)                             | 전남 곡성군 오곡면 덕산리 36,목사동면 구룡리 180 | 평산신씨종중       | 1981년 10월 20일 지정                                                         |      |
| 57호  |      | 나주무열사 (羅州武烈祠)                                     | 전남 나주시 다시면 영동리 693                    | 배용수             | 1981년 10월 20일 지정                                                         |      |
| 58호  |      | 고흥무열사 (高興武烈祠)                                     | 전남 고흥군 두원면 신송리 531                    | 여양진씨문중       | 1981년 10월 20일 지정                                                         |      |
| 59호  |      | 장흥수인산성 (長興修仁山城)                                 | 전남 장흥군 유치면 대리 산225외                  | 장흥군             | 1982년 10월 15일 지정                                                         |      |
| 60호  |      | 화순적벽 (和順赤壁)                                         | 전남 화순군 이서면 장항리 일원                   | 사유               | 1979년 8월 3일 지정, 2017년 2월 9일 해제, 명승 제112호로 승격                 |      |
| 61호  |      | 독수정원림 (獨守亭園林)                                     | 전남 담양군 남면 연천리 산91                     | 천안전씨종중       | 1982년 10월 15일 지정                                                         |      |
| 62호  |      | 남평향교 (남평향교)                                         | 전남 나주시 남평면 교원리                        | 남평향교           | 1982년 10월 15일 지정, 1983년 2월 25일 해제, 유형문화재 제126호로 재지정      |      |
| 63호  |      | 장성고산서원 (長城高山書院)                                 | 전남 장성군 진원면 고산리 257                    | 기호중             | 1982년 10월 15일 지정                                                         |      |
| 64호  |      | 순천향교 (順天鄕校)                                         | 전남 순천시 금곡동 182                           |                    | 1982년 10월 15일 지정, 1985년 2월 25일 해제, 유형문화재 제127호로 재지정      |      |
| 65호  |      | 화순천태산비자나무숲 (和順天台山榧子나무숲)                 | 전남 화순군 춘양면 가동리 산480                  | 개천사 주지        | 1982년 10월 15일 지정, 2007년 8월 9일 해제, 천연기념물 제483호로 승격         |      |
| 66호  |      | 강진송정리지석묘군 (康津松汀里支石墓群)                     | 전남 강진군 칠량면 송정리 696                    | 강진군             | 1985년 2월 15일 지정                                                          |      |
| 67호  |      | 부춘정원림 (富春亭園林)                                     | 전남 장흥군 부산면 부춘리 365                    | 청풍김씨종중       | 1985년 2월 15일 지정                                                          |      |
| 68호  |      | 용호정원림 (龍湖亭圓林)                                     | 전남 장흥군 부산면 용반리 545                    | 낭주최씨종중       | 1985년 2월 15일 지정                                                          |      |
| 69호  |      | 임대정원림 (臨對亭園林)                                     | 전남 화순군 남면 사평리 599                      | 여흥민씨문중       | 1985년 2월 25일 지정                                                          |      |
| 70호  |      | 요월정원림 (邀月亭園林)                                     | 전남 장성군 황룡면 황룡리 171                    | 광산김씨종중       | 1985년 2월 15일 지정                                                          |      |
| 71호  |      | 전씨충효문 (全氏忠孝門)                                     | 전남 영암군 서호면 장천리 553-1                  | 전덕영             | 1985년 2월 15일 지정                                                          |      |
| 72호  |      | 양씨삼강문 ((梁氏三綱門)                                    | 전남 전남전역 광산군 송정읍 박호리               | .                  | 1985년 2월 25일 지정, 1987년 12월 31일 해제, 광주 기념물 제11호로 재지정      |      |
| 73호  |      | 고씨삼강문 (高氏三綱門)                                     | 전남 전남전역 광산군 대촌면 압촌리               | .                  | 1985년 2월 25일 지정, 1987년 12월 31일 해제, 광주 기념물 제12호로 재지정      |      |
| 74호  |      | 송씨쌍충일열각 (宋氏雙忠一烈閣)                             | 전남 고흥군 대서면 화산리 507-1                  | 송정모             | 1985년 2월 15일 지정                                                          |      |
| 75호  |      | 장윤정려 (張潤旌閭)                                         | 전남 순천시 승주읍 서평리 400-7                  | 장재수             | 1985년 2월 15일 지정                                                          |      |
| 76호  |      | 정운충신각 (鄭運忠臣閣)                                     | 전남 해남군 옥천면 대산리 534-1                  | 해남군             | 1985년 2월 15일 지정                                                          |      |
| 77호  |      | 화순능주삼충각 (和順綾州三忠閣)                             | 전남 화순군 능주면 잠정리 산33-1                 | 창령조씨문중       | 1985년 2월 25일 지정                                                          |      |
| 78호  |      | 장성 조영규 정려 (長城 趙英圭 旌閭)                         | 전남 장성군 북이면 백암리 263외 3필지            | 조삼현             | 1985년 2월 15일 지정                                                          |      |
| 79호  |      | 충효리정려비각 (忠孝里旌閭碑閣)                             | 전남 전남전역 광주시 충효동                      | .                  | 1985년 2월 23일 지정, 1863년 11월 1일 해제, 광주광역시 기념물 제4호로 재지정  |      |
| 80호  |      | 고흥운대리도요지 (高興雲垈里陶窯址)                         | 전남 고흥군 두원면 운대리                        | 장순급,정병호      | 1985년 2월 15일 지정                                                          |      |
| 81호  |      | 강진삼흥리도요지 (康津三興里陶窯址)                         | 전남 강진군 칠량면 삼흥리 산71-1                 | 김재명외1명        | 1985년 2월 15일 지정                                                          |      |
| 82호  |      | 영암엄길리지석묘군 (靈岩奄吉里支石墓群)                     | 전남 영암군 서호면 엄길리 320-2                  | 영암군             | 1986년 2월 7일 지정                                                           |      |
| 83호  |      | 영암내동리쌍무덤 (靈岩內洞里雙무덤)                         | 전남 영암군 시종면 내동리 산579-1                | 영암군             | 1986년 2월 7일 지정                                                           |      |
| 84호  |      | 영암옥야리방대형고분 (靈岩沃野里方臺形古墳)                 | 전남 영암군 시종면 옥야리 산159-2                | 영암군             | 1986년 2월 7일 지정                                                           |      |
| 85호  |      | 해남방산리장고봉고분 (海南方山里장고봉古墳)                 | 전남 해남군 북일면 방산리 721                    | 해남군             | 1986년 2월 7일 지정                                                           |      |
| 86호  |      | 해남월송리조산고분 (海南月松里造山古墳)                     | 전남 해남군 현산면 월송리 378-1                  | 해남군             | 1986년 2월 17일 지정                                                          |      |
| 87호  |      | 나주회진성 (羅州會津城)                                     | 전남 나주시 다시면 회진리 산8-1외                | 나주시             | 1986년 2월 17일 지정                                                          |      |
| 88호  |      | 나주자미산성 (羅州紫薇山城)                                 | 전남 나주시 반남면 대안리,신촌리                 | 나주시             | 1986년 2월 17일 지정                                                          |      |
| 89호  |      | 강진영랑생가 (康津永郞生家)                                 | 전남 강진군 강진읍 남성리 211-1                  | 강진군             | 1986년 2월 17일 지정, 2007년 10월 12일 해제, 국가민속문화재 제252호로 승격    |      |
| 90호  |      | 광산용아생가 (광산용아생가)                                 | 전남 전남전역 광산군 송정읍 소촌동               | .                  | 1986년 2월 7일 지정, 1987년 12월 31일 해제, 광주 기념물 제13호로 재지정       |      |
| 91호  |      | 강진금강사 (康津錦江祠)                                     | 전남 강진군 강진읍 영파리 13                     | 김규수             | 1986년 2월 17일 지정                                                          |      |
| 92호  |      | 학포당 (學圃堂)                                             | 전남 화순군 이양면 쌍봉리 411                    | 제주양씨문중       | 1986년 2월 7일 지정                                                           |      |
| 93호  |      | 나주완사천 (羅州浣紗泉)                                     | 전남 나주시 송월동 1096-7                        | 나주시             | 1986년 2월 17일 지정                                                          |      |
| 94호  |      | 해남성내리수성송 (海南城內里守城松)                         | 전남 해남군 해남읍 성내리 4                      | 해남군             | 1986년 9월 29일 지정, 2001년 9월 11일 해제, 천연기념물 제430호로 승격         |      |
| 95호  |      | 허백련춘설헌 (許百鍊春雪軒)                                 | 전남 전남전역 광주시 운림동                      | .                  | 1986년 9월 29일 지정, 1986년 11월 1일 해제, 광주 기념물 제5호로 재지정        |      |
| 96호  |      | 오지호가 (吳之湖家)                                         | 전남 전남전역 지산동                             | .                  | 1986년 9월 29일 지정, 1986년 11월 1일 해제, 광주 기념물 제6호로 재지정        |      |
| 97호  |      | 남해당지 (南海堂址)                                         | 전남 영암군 시종면 옥야리 산1005                 | 영암군             | 1986년 9월 29일 지정                                                          |      |
| 98호  |      | 영암장천리선사주거지 (靈岩長川里先史住居址)                 | 전남 영암군 서호면 장천리 378-1                  | 영암군             | 1986년 9월 29일 지정                                                          |      |
| 99호  |      | 죽림재 (竹林齋)                                             | 전남 담양군 고서면 분향리 338                    | 창녕조씨종중       | 1987년 1월 15일 지정                                                          |      |
| 100호 |      | 신안도창리노거수 (新安道昌里老巨樹)                         | 전남 신안군 장산면 도창리 278                    | 신안군             | 1987년 1월 15일 지정                                                          |      |